# NGC 3315
NGC 3315 is een elliptisch sterrenstelsel in het sterrenbeeld Waterslang. Het hemelobject werd op 24 mei 1870 ontdekt door Edward P. Austin.
NGC 3315 was Austin's eerste en enige ontdekking van een sterrenstelsel. Austin's twee andere astronomische objecten die elk een plaats in de New General Catalogue kregen zijn sterren: NGC 3097 en NGC 3317.

## Synoniemen
- ESO 501-48
- MCG -4-25-42
- PGC 31540